# Eckersberg Medaillen
Eckersberg Medaillen er en udmærkelse, der hvert år uddeles af Det Kongelige Akademi for de Skønne Kunster, hvis beretninger fra og med 1974 indeholder skriftlige begrundelser for tildelingen. Medaljen tildeles billedkunstnere og arkitekter, som har ydet en indsats af høj kunstnerisk kvalitet inden for den frie eller den bundne kunst.
Eckersberg Medaillen er i bronze og er formelt indstiftet i 1887, efter at Akademiet på hundredårsdagen for maleren og professoren C.W. Eckersbergs fødsel (2. januar 1783) havde vedtaget at slå en sådan til minde om ham. Medaljen er udført af medaillør Harald Conradsen i 1888. Indtil 1922 kaldtes medaljen for Aarsmedaillen og indtil 1923 kunne den også tildeles i sølv.
Første uddeling skete formelt i 1889 (men angiveligt modtog Michael Ancher allerede medaljen i 1887). Der uddeles et varierende antal medaljer hvert år i marts eller april i forbindelse med akademiets årlige stiftelsesfest.
Medaljen kan nu kun modtages én gang. Indtil 1922 kunne man modtage den op til 2 gange.

## Modtagere af Eckersberg Medaillen
(listen er ikke fuldstændig – den er komplet fra 1940 og frem)

### 1880'erne
- 1887: Maleren Michael Ancher[1]
- 1887: Maleren Christian Blache
- 1888: Maleren Christian Blache (igen)
- 1888: Maleren Valdemar Irminger (for Motiv fra Børnehospitalet ved Refsnæs)
- 1889: Maleren Michael Ancher (igen)
- 1889: Maleren Valdemar Irminger (igen, for Fra et børnehospital)

### 1890'erne
- 1890: Malerne Georg Achen (for et portræt), Erik Henningsen, Edvard Petersen og Theodor Philipsen
- 1891: Edvard Petersen (igen)
- 1892: Billedhuggeren Ludvig Brandstrup og maleren Joakim Skovgaard
- 1893: Malerne H.A. Brendekilde, N.P. Mols og Laurits Tuxen
- 1894: N.P. Mols (igen), malerne Knud Larsen og H.O. Brasen
- 1896: Billedhuggeren Ludvig Brandstrup (igen), Gunnar Jensen (for Julius Thomsens Jubilæumsmedalje) og maleren L.A. Ring
- 1898: Arkitekten Heinrich Wenck (for Kystbanens stationer) og billedhuggeren Lauritz Jensen (for Anskudt Kronhjort) samt maler Knud Larsen (igen)
- 1899: Maleren Peter Ilsted

### 1900'erne
- 1900: Rasmus Andersen og billedhuggeren Carl Bonnesen
- 1901: Arkitekten Martin Borch (for Skt. Andreas Kirke) og arkitekten Thorvald Jørgensen (for Brorsons Kirke), Lorenz V. Hinrichsen, Carl Holsøe, L.A. Ring (igen) og Carl Wentorf (for portræt af tømrermester Harald Olsen)
- 1902: Arkitekten Gotfred Tvede (for alderdomshjem ved Guldbergsgade i De Gamles By) og maleren J.C. Schlichtkrull
- 1903: Maleren Anna Ancher, Hans Nikolaj Hansen, Carl Locher, Carl Mortensen (for En Kapgænger i Start) og Henrik Jespersen (for På heden)
- 1904: Maleren Anna Ancher (igen), arkitekten Victor Nyebølle (for Nazaret Kirke), N.V. Dorph (for portræt af generalkonsul Delcomyn), billedhuggeren Edvard Eriksen, Viggo Jarl og Carl Locher (igen)
- 1905: Billedhuggeren Lauritz Jensen (igen, for To Utilfredse), Charles Lindstrøm og maleren Hans Smidth
- 1906: Hans Smidth (igen) og Agnes Slott-Møller
- 1907: Arkitekten Carl Brummer (for grosserer Aage Heymans villa, Strandvejen 93), N.V. Dorph (igen, for Fra Saint Germain), Vilhelm Arnesen (for I de lyse nætter), maleren Frederik Lange og maleren J.C. Schlichtkrull (igen)
- 1908: Arkitekten Gotfred Tvede (igen, for Finsens Klinik for medicinske Sygdomme, A.F. Kriegers Vej/Rosenvængets Hovedvej), maleren Carl Holsøe, billedhuggeren Ejnar Nielsen, Ingeborg Plockross Irminger, P.A. Schou, Herman Vedel og Sigurd Wandel
- 1909: Arkitekten Anton Rosen (for Landsudstillingen i Aarhus), J. Th. Hansen, arkitekten Johannes Magdahl Nielsen, Carl V. Meyer, Herman Vedel (igen) og Carl Mortensen (igen)

### 1910'erne
- 1910: Arkitekten Axel Berg, J.J. Bregnø, Hans Nikolaj Hansen (igen), Frederik Lange (igen) og Johannes Wilhjelm
- 1911: Arkitekten Carl Brummer (igen, for konsul Ludvigsens villa, Svanemøllevej 41 og Villa Birkeborg, grosserer L. Beijers villa i Skodsborg), Vilhelm Th. Fischer, Lorenz V. Hinrichsen (igen), Carl V. Meyer (igen), billedhuggeren Einar Utzon-Frank og Johannes Wilhjelm (igen)
- 1912: Vilhelm Th. Fischer (igen), Svend Hammershøi, Gunnar Jensen (for modellen til Carl Jacobsen-plaquetten), P.A. Schou (igen) og Sigurd Wandel (igen)
- 1913: Carl Møller (for Forårssol i april), Svend Hammershøi (igen)
- 1914: Rasmus Harboe, arkitekten Kristoffer Varming (for Annebergparken), billedhuggeren Axel Poulsen, Eiler Sørensen og kunstmaler Povl Jerndorff
- 1915: Arkitekten Henning Hansen (for Danmarks hus på Den baltiske udstilling, Malmø) og Eiler Sørensen (igen), maleren Valdemar Neiiendam (for Landsforvisning. P.A. Heiberg forlader sit hjem) og billedhuggeren Thomas E. A. Hansen (for skulpturen Forladt)
- 1916: Billedhuggeren Thyra Boldsen (for Løberske ved startstedet) og maleren Hans Knudsen
- 1917: Hans Knudsen (igen)
- 1918: Maleren Tycho Jessen (for Dame i gartnerkittel) og arkitekten Carl Harild (for Egelund Slot ved Fredensborg)
- 1919: Knud Kyhn, maleren Karl Larsen, Jens Lund og maleren Sigurd Swane

### 1920'erne
- 1920: Arkitekten Poul Holsøe og Jens Lund (igen)
- 1921: Arkitekten Axel Ekberg (for gravkammer på Hørsholm Kirkegård), malerne Niels Hansen, Hans Henningsen og Henrik Nielsen
- 1922: Maleren Carl Fischer
- 1923: Arkitekten Emanuel Monberg (for Dansk Dampskibsrederiforening, Amaliegade 33), Niels Bjerre, maleren Kræsten Iversen og billedhuggeren Svend Jespersen
- 1924: Malerne Olaf Rude og William Scharff
- 1925: Maleren Edvard Weie
- 1926: Arkitekten Kay Fisker, Axel P. Jensen og maleren Ernst Zeuthen
- 1927: Maleren Johannes Ottesen (for Pastor W. Kiørboe, Sankt Nikolaj Kirke, Kolding), designeren Knud V. Engelhardt og arkitekten Kay Fisker (igen)
- 1928: Maleren Ludvig Find (for Selvportræt, Trapholt), arkitekten Kaare Klint og Hans W. Larsen
- 1929: Arkitekten Bent Helweg-Møller (for ombygning af Heerings Gård) og maleren/keramikeren Jais Nielsen

### 1930'erne
- 1930: Arkitekten Thorkild Henningsen, billedhuggeren Mogens Bøggild og maleren Ebba Carstensen
- 1931: Malerne Johan Vilhelm Andersen,Jens Søndergaard og billedhugger Poul Andreas Kiærskou
- 1932: Maler og billedhugger Knud Max Møller
- 1933: Maleren Oluf Høst, arkitekten Einar Packness, Arno Malinowski og Siegfred Neuhaus
- 1934: Billedhuggeren Harald Quistgaard og maleren Søren Sørensen og Harald Hansen
- 1935: Arkitekten Thomas Havning (for eget hus, Valby Langgade 7A)
- 1936: Arkitekten Arne Jacobsen,Aage Rafn (for Vartov gl. Kloster, Lersø Parkallé 28A-X, København), Billedhuggeren Adam Fischer, Georg Jacobsen, tegneren Herluf Jensenius og Arnoff Thomsen
- 1937: Landskabsarkitekten G.N. Brandt (for Mariebjerg Kirkegård) og Niels Lergaard
- 1938: Arkitekten Mogens Koch, arkitekten Tyge Hvass, billedhuggeren Axel Salto og maleren Knud Agger
- 1939: Arkitekt og byplanlægger Egil Fischer (for gade- og bebyggelsesplan for de centrale ældre dele af Aarhus), maleren Poul Høm og billedhuggeren Sigurjón Ólafsson (for portrættet "Min mor").

### 1940'erne
- 1940: Maleren Søren Hjorth Nielsen, arkitekten Erik Møller (for Nyborg Folkebibliotek), arkitekten Flemming Lassen og billedhuggerne Henrik Starcke og Astrid Noack
- 1941: Arkitekterne Frits Schlegel og Vilhelm Lauritzen, billedhuggeren Aage Petersen, Victor Haagen-Müller og Gunnar Hansen (igen)
- 1942: Billedhuggerne Anker Hoffmann og Hugo Liisberg og malerne Elof Risebye og Niels Grønbech
- 1943: Malerne Christine Swane og Povl Schrøder, billedhuggerne Aage Nielsen-Edwin, Kaj Louis Jensen og Agnes Lunn og arkitekterne Viggo S. Jørgensen og Hans Christian Hansen
- 1944: Billedhuggerne Gottfred Eickhoff og Knud Nellemose, malerne Carl Jensen og Axel Skjelborg og arkitekten Svenn Eske Kristensen
- 1945: Maleren Erik Hoppe, billedhuggeren Inge Finsen, arkitekterne Ole Søndergaard, C.F. Møller, Tyge Holm og Arne Ludvigsen og landskabsarkitekten C.Th. Sørensen
- 1946: Billedhuggerne Jørgen Gudmundsen-Holmgreen og Ulf Rasmussen, arkitekten Flemming Grut og malerne Sophie Pedersen og Poul Sørensen
- 1947: Møbelarkitekten Finn Juhl og Ejgil Vedel, malerne Bizzie Høyer, Juliane Sveinsdottir og Ville Jais Nielsen
- 1948: Malerne Svend Johansen, Lauritz Hartz, Mogens Andersen og Knud Hansen, billedhuggeren Tove Ólafsson og arkitekten Hakon Stephensen
- 1949: Billedhuggerne Agnete Jørgensen og August Keil, maleren Egon Mathiesen og arkitekterne Hans Georg Skovgaard og Edvard Kindt-Larsen

### 1950'erne
- 1950: Malerne Richard Mortensen og Carl-Henning Pedersen, arkitekten Børge Mogensen
- 1951: Malerne Holger J. Jensen og Hans Bendix, arkitekterne Hans Hansen og Helge Refn og billedhuggerne Henning Seidelin og Grethe Bagge
- 1952: Malerne Dan Sterup-Hansen og Helge Nielsen og arkitekterne Povl Ernst Hoff og Bennet Windinge
- 1953: Malerne Kaj Mottlau og Petri Gissel, arkitekterne Halldor Gunnløgsson og Ole Hagen (for eget sommerhus, Knudsvej i Rungsted) og billedhuggerne William Gersel og Jørgen Thoms
- 1954: Malererne Mogens Zieler og Kaj Ejstrup, billedhuggeren Hjalte Skovgaard og arkitekten Viggo Møller-Jensen
- 1955: Arkitektparret Eva og Nils Koppel, malerne Christian Daugaard og Adam Sophus Danneskiold-Samsøe
- 1956: Arkitekterne Erik Herløw og Hans J. Wegner og maleren Carl Østerbye
- 1957: Malerne Albert Gammelgaard og Karl Bovin, arkitekterne Jørn Utzon og Erik Christian Sørensen og billedhuggeren Helge Holmskov
- 1958: Malerne Henry Heerup og Harald Leth og arkitekterne Holger Jensen og Vilhelm Wohlert
- 1959: Malerne Egill Jacobsen og Ole Kielberg, arkitekterne Jørgen Bo og Jørn Nielsen og billedhuggeren Bent Sørensen

### 1960'erne
- 1960: Malerne Ejler Bille og Sven Havsteen-Mikkelsen, arkitekterne Poul Kjærgaard og Poul Kjærholm og billedhuggeren Henry Luckow-Nielsen
- 1961: Arkitekterne Karen og Ebbe Clemmensen og Willy Hansen og malerne Flemming Bergsøe og Jørgen Andersen Nærum
- 1962: Malerne Preben Hornung og Svend Engelund og arkitekten Bertel Udsen
- 1963: Malerne Anna Klindt Sørensen, Gertrud Vasegaard og Jeppe Vontillius, arkitekterne Henning Jensen og Torben Valeur og billedhuggeren Agnete Madsen
- 1964: Malerne Albert Mertz og Sigurd Vasegaard og arkitekten Lis Ahlmann
- 1965: Arkitekten Henning Larsen, billedhuggeren Erik Thommesen og malerne Frede Christoffersen og Reidar Magnus
- 1966: Malerne Søren Georg Jensen og Poul Bjørklund, arkitekterne Johan Richter og Arne Gravers
- 1967: Arkitekterne Knud Friis og Elmar Moltke Nielsen, billedhuggeren Gunnar Westman og malerne Poul Ekelund, Erling Frederiksen og Agnete Varming
- 1968: Maleren Agnete Bjerre, arkitekterne Rigmor Andersen og Annelise Bjørner og billedhuggeren Ib Braase
- 1969: Billedhuggerne Jørgen Haugen Sørensen og Willy Ørskov, maleren Kjeld Hansen og arkitekten Ole Nørgård

### 1970'erne
- 1970: Malerne Poul Gadegaard og Erling Jørgensen, arkitekten Knud Holscher og keramikeren Christian Poulsen
- 1971: Malerne Kasper Heiberg og Richard Winther og arkitekten Tyge Arnfred
- 1972: Billedhuggerne Jens-Flemming Sørensen og Sigrid Lütken, væverne Vibeke Klint og Anna Thommesen, malerne Knud Hvidberg og Johannes Carstensen
- 1973: Arkitekterne Jørgen Selchau, Gehrdt Bornebusch, Max Brüel og Sven Hansen, maleren Helge Bertram og billedhuggeren Erik Lynge
- 1974: Malerne Henrik Buch og Rasmus Nellemann og billedhuggeren Gert Nielsen
- 1975: Maleren Arne Haugen Sørensen, billedhuggeren Egon Fischer og arkitekterne Hans Henrik Engqvist og Philip Arctander
- 1976: Malerne Alfred Madsen og Niels Macholm og arkiteken Eivind Lorentzen
- 1977: Maleren Gunnar Aagaard Andersen og arkitekten Erik Hansen
- 1978: Malerne Poul Gernes, Jørn Larsen og Tage Stentoft, arkitekterne Hans Dissing, Otto Weitling og Knud Peter Harboe
- 1979: Malerne Else Fischer-Hansen, Arne Ungermann og Henning Damgård-Sørensen og billedhuggeren Eva Sørensen

### 1980'erne
- 1980: Maleren Emil Gregersen, arkitekten Erik Korshagen og billedhuggerne Bjørn Nørgård, Niels Guttormsen og Børge Jørgensen
- 1981: Malerne Vera Myhre og Karin Nathorst Westfelt og arkitekten Knud Munk
- 1982: Malerne Sven Hauptmann, Gudrun Steenberg, Anders Kirkegaard, Anna Maria Lütken og Franka Rasmussen og arkitekterne Knud Preisler, Claus Bonderup og Tegnestuen Vandkunsten (Svend Algren, Jens Thomas Arnfred, Michael Sten Johnsen og Steffen Kragh)
- 1983: Malerne Knud Hansen, Søren Kjærsgaard, Mogens Lohmann og Ole Sporring, arkitekterne Inger og Johannes Exner og Jørgen Vesterholt og billedhuggeren Alev Siesbye
- 1984: Malerne Mogens Jørgensen, Tonning Rasmussen, Hans Christian Rylander og Kurt Trampedach, arkitekten Finn Monies og billedhuggeren Ole Christensen
- 1985: Malerne John Olsen, Elsa Nielsen, Agnete Therkildsen og Seppo Mattinen, arkitekterne Hanne Kjærholm og I.P. Junggreen Have
- 1986: Malerne Jørgen Rømer, Arne Johannessen og Ingálvur av Reyni, arkitekten Carsten Juel-Christiansen og billedhuggeren Hein Heinsen
- 1987: Malerne Nanna Hertoft og Frank Rubin og arkitekterne Ulrik Plesner og Sven-Ingvar Andersson
- 1988: Billedhuggerne Mogens Møller og Hanne Varming, malerne Leif Lage og Finn Mickelborg og arkitekterne Erik Krogh og Hans Munk Hansen
- 1989: Arkitekterne Susanne Ussing og Carsten Hoff, billedhuggeren Peter Bonnén og malerne Freddie A. Lerche, Gudrun Poulsen, Ole Heerup og Eiler Kragh

### 1990'erne
- 1990: Malerne Jørgen Boberg og Helle Thorborg, og arkitekten Tage Lyneborg og billedhuggeren Thomas Bang
- 1991: Malerne Jens Birkemose og Stig Brøgger, arkitekterne Claus Bjarrum og Jørgen Hauxner og billedhuggeren Torben Ebbesen
- 1992: Billedhuggeren Per Neble, arkitekterne Ib og Jørgen Rasmussen og maleren Kai Lindemann
- 1993: Billedhuggeren Ingvar Cronhammar og arkitekten Svend Kirk Axelsson
- 1994: Billedhuggeren Kirsten Dehlholm, arkitekterne Boje Lundgaard og Lene Tranberg og malerne Peter Brandes, Otto Lawaetz og Inge Lise Westman
- 1995: Malerne Merete Barker og Troels Wörsel, filminstruktøren Jørgen Roos, billedhuggeren Kirsten Ortwed og arkitekterne Mogens Boertmann, Nils Fagerholt, Johan Fogh og Per Følner
- 1996: Malerne Erik A. Frandsen, Sys Hindsbo, Bent Karl Jacobsen, Aksel Jensen, Kehnet Nielsen og Lene Adler Petersen, billedhuggerne Kirsten Justesen og Thorbjørn Lausten og arkitekterne Mads Møller og Jan Søndergaard
- 1997: Arkitekterne Jens Fredslund og Poul Ingemann, billedhuggeren Margrete Sørensen og malerne Eric Andersen, Erik Hagens og Karin Birgitte Lund
- 1998: Malerne Henrik Have, Jytte Rex og Frithioff Johansen, billedhuggeren Christian Lemmerz og arkitekterne Theo Bjerg og Niels Vium
- 1999: Malerne Jesper Christiansen og Peter Lautrop, arkitekterne Mogens Breyen, 3XN og Schmidt, Hammer & Lassen og billedhuggerne Ane Mette Ruge og Elisabeth Toubro

### 2000'erne
- 2000: Malerne Per Arnoldi, Nina Sten-Knudsen og Mogens Otto Nielsen, arkitekten Georg K. S. Rotne og billedhuggeren Morten Stræde
- 2001: Malerne Jes Fomsgaard og Michael Kvium, arkitekterne Ole Helweg, Knud Fladeland Nielsen og Kim Utzon og billedhuggerne Lone Høyer Hansen og Anita Jørgensen
- 2002: Malerne Viera Collaro og Nils Erik Gjerdevik, arkitekterne Stig Lennart Andersson og Søren Robert Lund og billedhuggerne Øivind Nygård og Finn Reinbothe
- 2003: Malerne Peter Bonde og Mogens Gissel, arkitekterne Nille Juul-Sørensen og Torben Schønherr og billedhuggeren Eva Koch
- 2004: Arkitekterne Jeppe Aagaard Andersen og Dorte Mandrup-Poulsen, billedhuggerne Martin Erik Andersen, Olafur Eliasson og Søren Jensen og malerne Claus Carstensen og Leif Kath
- 2005: Arkitekterne Bjarke Ingels, Julien de Smedt og Steen Høyer, billedhuggerne Jørgen Michaelsen, Henning Christiansen og Ellen Hyllemose og malerne Tal R, Per Bak Jensen og Vibeke Mencke Nielsen
- 2006: Billedhuggerne Jytte Høy, Erland Knudssøn Madsen og Jørgen Carlo Larsen, malerne Peter Holst Henckel og Malene Landgreen og arkitekterne Signe og Christian Cold (Tegnestuen Entasis)
- 2007: Arkitekten Troels Troelsen, billedhuggerne Jens Haaning og Kerstin Bergendal og malerne Cai-Ulrich von Platen, Poul Pedersen og Per Marquard Otzen
- 2008: Arkitekterne Karen Exner, Mads Bjørn Hansen & Mette Tony, billedhuggerne Henrik B. Andersen, Sophia Kalkau, Lilibeth Cuenca Rasmussen og maleren Kasper Bonnén
- 2009: Arkitekten Kim Holst Jensen, billedhuggerne Jesper Rasmussen og Ole Broager og malerne Inge Ellegaard og Leonard Forslund

### 2010'erne
- 2010: Arkitekterne Anna Maria Indrio, Thomas Carstens, Nils Holscher, Mikkel Nordberg og Claus Sivager, billedhuggerne Peter Callesen, Kirsten Dufour og Finn Thybo Andersen
- 2011: Arkitekten Louis Becker hos Henning Larsen Architects,[2] arkitekten Poul Ove Jensen hos Dissing+Weitling,[3] billedhuggeren Erik Varming og maleren Ursula Reuter Christiansen
- 2012: Billedkunstnerne Michael Elmgreen og Ingar Dragset (kunstnerduoen Elmgreen & Dragset), arkitekten Marianne Levinsen, billedhuggeren Marianne Hesselbjerg og maleren John Kørner
- 2013: Arkitekt Kristine Jensen og billedkunstnerne Frans Jacobi, Bodil Nielsen og Søren Martinsen
- 2014: Arkitekterne Frank Maali, Gemma Lalanda, Pernille Schyum Poulsen og Jan Albrechtsen, billedkunstnerne Jesper Just, Finn Naur Petersen og Kirstine Roepstorff
- 2015: Arkitekterne Carsten E. Holgaard og Christina Sofia Capetillo, billedkunstnerne Henrik Plenge Jakobsen, Ann Kristin Lislegaard, Mette Winckelmann, Cubo arkitekter v/Lars Juel This, Ib Valdemar Nielsen, Bo Lautrup, Peter Dalsgaard
- 2016: Arkitekt Dan Stubbergaard, billedkunstnerne Peter Land og Joachim Koester
- 2017: Arkitekt Terese Erngaard, billedkunstner Sergej Jensen, billedkunstnerne Birgit Johnsen og Hanne Nielsen, billedkunstner Anette Harboe Flensburg
- 2018: Billedkunstner Ruth Campau, billedkunstner Mette Gitz-Johansen, billedkunstner Danh Vo
- 2019: Billedkunstner Oda Knudsen, billedkunstner Christian Vind, arkitekt Bente Lange

(Akademirådets motiveringer fremgår af deres hjemmeside fra og med 2016)

### 2020'erne
- 2020: Arkitekt Søren Rasmussen, arkitekt Mads Mandrup, billedkunstner René Schmidt og billedkunstner Camilla Berner
- 2021: Ikke uddelt
- 2022: Billedkunstner Henrik Olesen, arkitekt Stig Mikkelsen, arkitekt Claus Pryds og billedkunstner Jacob Kirkegaard
- 2023: Billedkunstner Signe Guttormsen, arkitekt Michael Christensen, billedkunstner Lea Porsager samt arkitekterne Jens Bertelsen og Hanse Scheving
- 2024: Billedkunstner Jessie Kleemann, billedkunstner Henrik Menné, arkitekterne Søren Johansen og Sebastian Skovsted samt billedkunstner Kirsten Christensen
- 2025: Billedkunstner Trine Søndergaard, arkitekterne Mette Viuf Larsen og Bruno Viuf Larsen, billedkunstner Tove Storch